# Битва при Абидосе
Битва при Абидосе — морское сражение, произошедшее в 411 году до н. э. между афинским и спартанским флотами в ходе Пелопоннесской войны. Оно завершилось победой афинян благодаря прибытию в разгар боя подкрепления во главе с Алкивиадом.
Сражение стало частью борьбы за Геллеспонт — жизненно важный для афинян пролив, контроль над которым оспаривали спартанцы. Ранее афинянам удалось одержать победу при Киноссеме, но флот спартанцев не был полностью разгромлен. Битва при Абидосе шла с переменным успехом, пока афиняне не получили подкрепление. Разбитые спартанцы отступили на сушу под защиту персидского сатрапа Фарнабаза. Контроль над проливом остался за Афинами.

## Предыстория
Во время кампании 411 года до н. э. участники Пелопоннесской войны начали борьбу за Геллеспонт. Пелопоннесский флот из 73 кораблей, которым командовал спартанский наварх Миндар, вышел из Милета и направился в Геллеспонт, в котором уже находились 16 пелопоннесских кораблей, опустошавших Херсонес Фракийский. Афинский военачальник Фрасилл, узнав об отплытии эскадры Миндара, вышел туда же из Самоса с 55 триерами. У Лесбоса к Фрасиллу присоединился со своими судами Фрасибул, после чего афиняне располагали 76 судами против 86 триер Миндара. В сражении при Киноссеме афиняне одержали победу, и пелопоннесцы отступили в Абидос, потеряв 21 судно.
В сентябре Миндар, понимая, что необходимо собрать все силы для решающего сражения, отправил на Родос послание с просьбой о подкреплении. Примерно в это же время из Персии на Самос, где базировался афинский флот, вернулся из изгнания афинский стратег Алкивиад.
В ноябре сиракузские корабли под командованием Дориея вышли с Родоса, оставшись незамеченными, миновали Самос и вошли в Геллеспонт. Афиняне, стоявшие в Сесте, узнав об этом, попытались навязать Дориею бой, но тот отступил в Дардан под защиту сатрапа Фарнабаза, и оттуда направил сообщение Миндару. Миндар на 84 судах вышел из Абидоса в Дардан.
Питер Крентц рассматривает некоторые детали этого рассказа Ксенофонта. Во-первых, историк подчёркивает, что перед битвой Миндар приносил жертву Афине Илионской, и комментатор видит здесь намёк на шестую песнь «Илиады» — как у Гомера жертва троянских женщин Афине Илионской не была услышана богиней, так и за жертвой Миндара последовало поражение спартанцев. Во-вторых, так как от Илиона до Абидоса более 30 км, Миндару потребовалось бы значительное время, чтобы вступить в бой, и разрешить это противоречие можно либо предположением, что события заняли два дня, либо действительно длились с рассвета до сумерек.

## Ход битвы
После соединения с подкреплением Миндар имел в своём распоряжении 97 кораблей против 74 афинских. Спартанский флот выстроился для сражения вдоль азиатского берега Геллеспонта. Миндар командовал правым флангом, а Дорией левым. Афиняне выстроились напротив них: правым флангом командовал Фрасибул, левым Фрасилл.

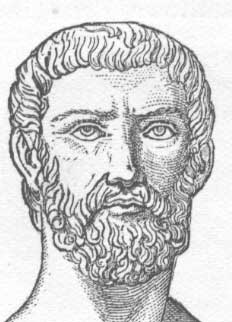
Алкивиад

Сражение началось утром по сигналам командующих. Капитаны кораблей пытались таранить и вывести из строя вражеские суда, и как только они сближались до пределов досягаемости, в бой вступала морская пехота. К вечеру ни одна из сторон не смогла получить решающее преимущество, пока в сражение не вступил Алкивиад, пришедший на помощь афинянам с Самоса на 18 триремах. Поначалу обе стороны полагали, что подкрепление идёт каждой из них, но после того, как Алкивиад, приблизившись к месту битвы, поднял красный флаг (условный сигнал для афинян) в битве наступил перелом. Древние историки пишут о случайности прибытия Алкивиада, но исследователь Д. Каган считает, что оно было заранее спланировано. Возможно, Алкивиад, который не должен был допустить прорыва сиракузцев к Миндару мимо Самоса, отправился в погоню за Дориеем, а самую быструю триеру отправил к Фрасибулу с известием о произошедших событиях.
После прихода Алкивиада спартанский флот отступил в Абидос под защиту персов, понеся при этом большие потери: разрозненные корабли становились лёгкой добычей противника. Они растянулись на большое расстояние друг от друга, капитаны были вынуждены высаживать экипажи на побережье, а корабли использовать в качестве оборонительных укреплений, и только конница и пехота Фарнабаза, а также наступление темноты, спасли спартанцев от катастрофы. В результате сражения афиняне захватили 30 спартанских кораблей и вернули 15 своих собственных, захваченных спартанцами при Киноссеме.

## Последствия
Ночью Миндар отступил в Абидос, а афиняне ушли в Сест. Контроль над Геллеспонтом остался за последними. Алкивиад решил похвастаться успехом перед Тиссаферном и прибыл к нему на одной триере, взяв с собой подарки. Однако Тиссаферн, опасаясь царского гнева за нарушение соглашений со Спартой, посадил его в тюрьму в Сардах. Через месяц Алкивиаду удалось бежать в Клазомены, а потом он вернулся в расположение афинского флота.
Эта битва положила начало серии побед Алкивиада, в результате которой в войне наметился поворот.